# 302-я истребительная авиационная дивизия
302-я истреби́тельная авиацио́нная Кировоградская диви́зия (302-я иад) — авиационное воинское соединение истребительной авиации Вооружённых сил СССР в Великой Отечественной войне.

## Наименования дивизии
- 302-я истребительная авиационная дивизия;
- 302-я истребительная авиационная Кировоградская дивизия;
- 14-я гвардейская истребительная авиационная Кировоградская дивизия;
- 14-я гвардейская истребительная авиационная Кировоградская ордена Суворова дивизия;
- 14-я гвардейская истребительная авиационная Кировоградская Краснознамённая ордена Суворова дивизия;
- 14-я гвардейская истребительная авиационная Кировоградско-Будапештская Краснознамённая ордена Суворова дивизия;
- 92-я гвардейская истребительная авиационная Кировоградско-Будапештская Краснознамённая ордена Суворова дивизия;
- 92-я гвардейская истребительная авиационная Кировоградско-Будапештская Краснознамённая ордена Суворова дивизия ПВО;
- Войсковая часть (Полевая почта) 40495.

## Формирование дивизии
302-я истребительная авиационная дивизия сформирована в декабре 1942 года на основании Приказа НКО.

## Переформирование дивизии
302-я истребительная авиационная Кировоградская дивизия за образцовое выполнение боевых задач и проявленные при этом мужество и героизм 2 июля 1944 года переименована в 14-ю гвардейскую Кировоградскую истребительную авиационную дивизию.

## В действующей армии
В составе действующей армии:
- с 10 марта 1943 года по 2 июля 1944 года.

## Командиры дивизии
| Звание       | Имя                       | Период                  | Примечание |
| ------------ | ------------------------- | ----------------------- | ---------- |
| Полковник    | Литвинов Борис Иванович   | 08.12.1942 — 25.12.1943 |            |
| Подполковник | Зиновьев Василий Иванович | 26.12.1943 — 08.06.1944 |            |
| Полковник    | Юдаков Алексей Павлович   | 09.06.1944 — 02.07.1944 |            |

## В составе соединений и объединений
| Дата          | Фронт (округ)                        | Армия               | Корпус                                |
| ------------- | ------------------------------------ | ------------------- | ------------------------------------- |
| 01.12.1942 г. | Резерв Верховного Главнокомандования | -                   | -                                     |
| 01.12.1942 г. | Резерв Верховного Главнокомандования | -                   | 4-й истребительный авиационный корпус |
| 10.03.1943 г. | Воронежский фронт                    | 2-я воздушная армия | 4-й истребительный авиационный корпус |
| 18.07.1943 г. | Степной фронт                        | 5-я воздушная армия | 4-й истребительный авиационный корпус |
| 20.10.1943 г. | 2-й Украинский фронт                 | 5-я воздушная армия | 4-й истребительный авиационный корпус |
| 02.07.1944 г. | 2-й Украинский фронт                 | 5-я воздушная армия | 4-й истребительный авиационный корпус |

## Состав дивизии
| Части                                 | Период                  | Примечание                   |
| ------------------------------------- | ----------------------- | ---------------------------- |
| 193-й истребительный авиационный полк | 04.02.1943 — 02.07.1944 | переименован в 177-й гв. иап |
| 240-й истребительный авиационный полк | 27.02.1943 — 02.07.1944 | переименован в 178-й гв. иап |
| 297-й истребительный авиационный полк | 14.05.1943 — 02.07.1944 | переименован в 179-й гв. иап |

## Участие в операциях и битвах
- Харьковская наступательная операция[5] — с 19 февраля 1943 года по 14 марта 1943 года.
- Харьковская оборонительная операция[5] — с 4 марта 1943 года по 25 марта 1943 года.
- Курская битва[5] — с 5 июля 1943 года по 12 июля 1943 года.
- Белгородско-Харьковская операция «Румянцев» — с 3 августа 1943 года по 23 августа 1943 года.
- Черниговско-Припятская операция — с 26 августа 1943 года по 30 сентября 1943 года.
- Кировоградская наступательная операция — с 5 января 1944 года по 16 января 1944 года.
- Корсунь-Шевченковская операция — с 24 января 1944 года по 17 февраля 1944 года.
- Уманско-Ботошанская операция — с 5 марта 1944 года по 17 апреля 1944 года.

| И-16 | Ла-7 | Ла-5 | ЛаГГ-3 |

## Присвоение гвардейских званий
За образцовое выполнение боевых задач и проявленные при этом мужество и героизм:
- 193-й истребительный авиационный полк 2 июля 1944 года переименован в 177-й гвардейский истребительный авиационный полк[6]
- 240-й истребительный авиационный полк 2 июля 1944 года переименован в 178-й гвардейский истребительный авиационный полк
- 297-й истребительный авиационный полк 2 июля 1944 года переименован в 179-й гвардейский истребительный авиационный полк[6]

## Почётные наименования
302-й истребительной авиационной дивизии за показанные образцы мужества и геройства в борьбе против фашистских захватчиков 08 января 1944 года присвоено почётное наименование «Кировоградская»

## Благодарности Верховного Главнокомандования
Воинам дивизии Верховным Главнокомандующим объявлена благодарность:
- за освобождение города Кировоград[8].

## Отличившиеся воины дивизии
- Артамонов Николай Семёнович, старший лейтенант, помощник по воздушно-Стрелковой Службе командира 193-го истребительного авиационного полка 302-й истребительной авиационной дивизии 4-го истребительного авиационного корпуса 5-й воздушной армии 19 августа 1944 года удостоен звания Герой Советского Союза. Золотая Звезда № 1469
- Амелин Алексей Степанович, старший лейтенант, командир эскадрильи 240-го истребительного авиационного полка 302-й истребительной авиационной дивизии 4-го истребительного авиационного корпуса 5-й воздушной армии 26 октября 1944 года удостоен звания Герой Советского Союза. Золотая Звезда № 2606
- Белоусов Николай Петрович, лейтенант, командир звена 193-го истребительного авиационного полка 302-й истребительной авиационной дивизии 4-го истребительного авиационного корпуса 5-й воздушной армии 1 июля 1944 года удостоен звания Герой Советского Союза. Золотая Звезда № 1475
- Добродецкий Анатолий Васильевич, младший лейтенант, лётчик 297-го истребительного авиационного полка 302-й истребительной авиационной дивизии 4-го истребительного авиационного корпуса 5-й воздушной армии 4 февраля 1944 года удостоен звания Герой Советского Союза. Посмертно
- Евстигнеев Кирилл Алексеевич, старший лейтенант, командир эскадрильи 240-го истребительного авиационного полка 302-й истребительной авиационной дивизии 4-го истребительного авиационного корпуса 5-й воздушной армии 2 августа 1944 года удостоен звания Герой Советского Союза. Золотая Звезда № 2284
- Кожедуб Иван Никитович, лейтенант, командир эскадрильи 240-го истребительного авиационного полка 302-й истребительной авиационной дивизии 4-го истребительного авиационного корпуса 5-й воздушной армии 4 февраля 1944 года удостоен звания Герой Советского Союза.
- Корольков Сергей Иванович, капитан, штурман 297-го истребительного авиационного полка 302-й истребительной авиационной дивизии 4-го истребительного авиационного корпуса 5-й воздушной армии Степного фронта Указом Президента Российской Федерации № 2259 от 31 декабря 1994 года удостоен звания Героя Российской Федерации (посмертно).
- Милованов Алексей Михайлович, капитан, командир эскадрильи 193-го истребительного авиационного полка 302-й истребительной авиационной дивизии 4-го истребительного авиационного корпуса 5-й воздушной армии 1 июля 1944 года удостоен звания Герой Советского Союза. Посмертно
- Мухин Василий Филиппович, лейтенант, командир звена 240-го истребительного авиационного полка 302-й истребительной авиационной дивизии 4-го истребительного авиационного корпуса 5-й воздушной армии 23 февраля 1945 года удостоен звания Герой Советского Союза. Золотая Звезда № 4925
- Ольховский Николай Иванович, майор, командир 240-го истребительного авиационного полка 302-й истребительной авиационной дивизии 4-го истребительного авиационного корпуса 5-й воздушной армии 4 февраля 1944 года удостоен звания Герой Советского Союза. Золотая Звезда № 1471
- Семёнов Фёдор Георгиевич, капитан, помощник командира 240-го истребительного авиационного полка 302-й истребительной авиационной дивизии 4-го истребительного авиационного корпуса 5-й воздушной армии 4 февраля 1944 года удостоен звания Герой Советского Союза. Золотая Звезда № 1473
- Скляров Иван Григорьевич, старший лейтенант, командир эскадрильи 193-го истребительного авиационного полка 302-й истребительной авиационной дивизии 4-го истребительного авиационного корпуса 5-й воздушной армии 1 июля 1944 года удостоен звания Герой Советского Союза. Золотая Звезда № 3919